# 2003年电影
2003年電影大事紀。

## 重要獎項

### 台灣金馬獎（第40屆）
- 最佳劇情片——《無間道》（寰亞電影有限公司）
- 最佳導演——劉偉強╱麥兆輝《無間道》
- 最佳男主角——梁朝偉《無間道》
- 最佳女主角——吳君如《金雞》
- 最佳男配角——黃秋生《無間道》
- 最佳女配角——林美秀《黑狗來了》